# Retrostium amphiroae
Retrostium amphiroae — вид грибів, що належить до монотипового роду Retrostium.